# Ferdi Sabit Soyer
Ferdi Sabit Soyer (* 5. März 1952 in Nikosia) war von 2005 bis 2009 Ministerpräsident der Türkischen Republik Nordzypern und von 2005 bis 2011 Parteivorsitzender der Cumhuriyetçi Türk Partisi. 
Soyer wurde 1985 und 1993 für die Cumhuriyetçi Türk Partisi in die Versammlung der Republik gewählt. 1994 erhielt er einen Ruf ins Landwirtschaftsministerium (bis 1995). 1998 wurde er für den Bezirk Famagusta erneut ins Parlament gewählt. Nach der Wahl Mehmet Ali Talâts zum Präsidenten im April 2005 löste Soyer diesen im Amt des Ministerpräsidenten ab.
Er ist verheiratet und  hat zwei Kinder.
| Personendaten    | Personendaten                 |
| ---------------- | ----------------------------- |
| NAME             | Soyer, Ferdi Sabit            |
| KURZBESCHREIBUNG | türkisch-zyprischer Politiker |
| GEBURTSDATUM     | 5. März 1952                  |
| GEBURTSORT       | Nikosia                       |